# Alika

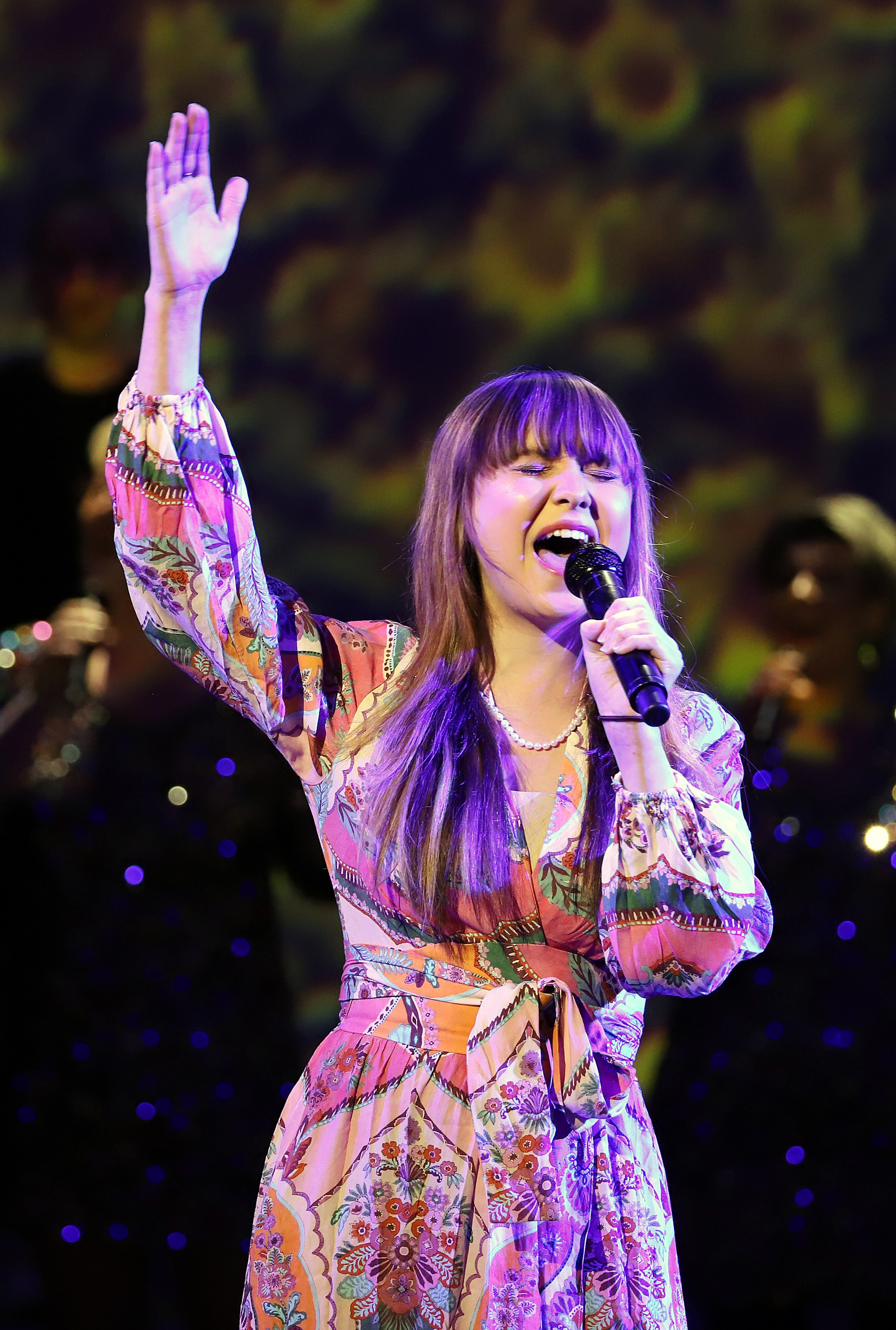
Alika in der Alexela kontserdimaja, 2022

Alika Milova (* 5. September 2002 in Narva), bekannt als Alika, ist eine estnische Sängerin. Sie hat Estland mit ihrem Lied Bridges beim Eurovision Song Contest 2023 in Liverpool vertreten.

## Leben und Karriere
Alika entstammt der russischsprachigen Minderheit in Estland, sie spricht sowohl Russisch als auch Estnisch. Bereits mit vier Jahren beschloss sie, dass sie Sängerin werden wollte, und nahm seit ihrer Kindheit an verschiedenen Gesangswettbewerben teil. Unter anderem war sie Kandidatin bei The Baltic Voice, New Wave Junior, Kaunas Talent, Bravo Song Contest und Berliner Perle. Bekanntheit erreichte sie jedoch erst 2021 mit dem Sieg bei Eesti otsib superstaari, der estnischen Version von Deutschland sucht den Superstar. Dieser Sieg brachte ihr auch einen Vertrag mit Universal Music ein.
Am 1. November 2022 wurde bekanntgegeben, dass Alika mit ihrem Lied Bridges am estnischen Vorentscheid für den Eurovision Song Contest, Eesti Laul 2023, teilnehmen werde. Im Finale am 11. Februar 2023 erhielt sie die meisten Stimmen vom Publikum und vertrat damit Estland beim Eurovision Song Contest 2023 in Liverpool, wo sie im Finale den achten Platz in der Gesamtwertung belegte.
Am 24. November 2023 brachte Alika ihr erstes Album mit dem Namen „Alika“ heraus.

## Diskografie

### Alben
- 2023: Alika

### Singles
- 2021: Õnnenumber
- 2022: Bon Appetit
- 2022: C’est La Vie
- 2022: Bridges
- 2023: You
- 2023: Too much
- 2023: Lihtsalt veab
- 2023: Õde ütles